# Kocaeli (poluotok)
Poluotok Kocaeli leži u sjeverozapadnom uglu Anadolije u Turskoj, i odvaja Crno i Mramorno more na azijskoj strani tjesnaca Bospor. Otprilike jedna trećina Istanbula, jednog od najmnogoljudnijih gradova svijeta, zauzima njegov zapadni dio, a Izmit, drugi veliki grad, nalazi se na najistočnijoj točki poluotoka.

## Geografija
Poluotok se nalazi na sjeverozapadnom uglu Anadolije. Duljina prema zapadu je 90 km, a prosječna širina je oko 40 km. Graniči s Crnim morem na sjeveru, Mramornim morem na jugu i tjesnacem Bosporom na zapadu. Geografi ga smatraju dijelom podregije Kocaeli Çatalca, gdje je Çatalca poluotok s druge strane Bospora.

## Povijest
Zajedno s tjesnacem Dardaneli, prolaz kroz Bospor i poluotok Kocaeli glavni je prolaz ljudi iz Europe u Aziju. U stara vremena neki od njih bili su Frigijci, Bitinijanci i Galaćani. No, dok su se Frigijci i Galaćani doselili u Srednju Anadoliju, Bitinci su bili ti koji su kontrolirali regiju znatno vrijeme. Hanibal, kartaški zapovjednik koji se sklonio u Bitiniju, umro je na poluotoku Kocaeli oko 182. pr. Kr. Njegov grob može biti oko Dilovasıja ili u Gebzeu, otprilike na sredini poluotoka Kocaeli. Kasnije je poluotok bio dio Rimskog Carstva, Bizantskog Carstva i Osmanskog Carstva. U bizantsko doba i među lokalnim grčkim stanovništvom do početka 20. stoljeća poluotok je bio poznat kao Mezotinija (Μεσοθυνία, "Srednja Tinija").

## Stanovništvo i gospodarstvo
Poluotok Kocaeli jedno je od najindustrijski razvijenijih regija Turske. Otprilike jedna trećina Istanbula, jednog od najmnogoljudnijih gradova svijeta, leži na najzapadnijoj točki poluotoka Kocaeli, a İzmit, drugi veliki grad, na najistočnijoj točki poluotoka. Južna obala (Mramorno more) između ova dva mjesta prošarana je naseljima, tvornicama i brodogradilištima. Gustoća naseljenosti uz ovu obalu je vrlo velika, za razliku od sjeverne (crnomorske) obale.